# Змеёвка (растение)
Змеёвка (лат. Cleistogénes) — род травянистых растений семейства Злаки (Poaceae), распространённый в степных и полупустынных районах Евразии от Южной и Центральной Европы до юга Дальнего Востока России, Китая и Японии.

## Ботаническое описание
Многолетние травянистые растения, (15) 20—70 (90) см высотой, образующие дерновины. Листья линейные или линейно-ланцетные, обычно плоские, реже рыхло вдоль сложенные.
Колоски с 2—8 хазмогамными цветками собраны в верхушечные метёлки. Во влагалищах верхних стеблевых листьев имеются клейстогамные колоски, которые обеспечивают воспроизводство семян даже в неблагоприятных климатических условиях.
Хромосомное число x = 10.

## Виды
Род включает около 20 видов:
- Cleistogenes andropogonoides Honda — Змеёвка бородачевидная
- Cleistogenes bulgarica (Bornm.) Keng — Змеёвка болгарская
- Cleistogenes caespitosa Keng
- Cleistogenes calcarea Tzvelev & Prob. — Змеёвка известняковая
- Cleistogenes festucacea Honda
- Cleistogenes gatacrei (Stapf) Bor
- Cleistogenes hackelii (Honda) Honda
- Cleistogenes hancei Keng — Змеёвка Ханса
- Cleistogenes kazanovskyi Tzvelev & Prob. — Змеёвка Казановского
- Cleistogenes kitagawae Honda — Змеёвка Китагавы
- Cleistogenes krjukovae Tzvelev & Prob. — Змеёвка Крюковой
- Cleistogenes mucronata Keng ex Keng f. & L.Liou
- Cleistogenes nakaii (Keng) Honda — Змеёвка Накаи
- Cleistogenes nedoluzhkoi Tzvelev — Змеёвка Недолужко
- Cleistogenes polyphylla Keng ex Keng f. & L.Liou — Змеёвка многолистная
- Cleistogenes probatovae Tzvelev — Змеёвка Пробатовой
- Cleistogenes ramiflora Keng f. & C.P.Wang
- Cleistogenes serotina (L.) Keng typus — Змеёвка поздняя
- Cleistogenes songorica (Roshev.) Ohwi — Змеёвка джунгарская
- Cleistogenes squarrosa (Trin.) Keng — Змеёвка растопыренная